# Peter Veniot
Peter John Veniot (né le 4 octobre 1863 et mort le 6 juillet 1936) est un journaliste et homme politique de la province canadienne du Nouveau-Brunswick. Il a été le premier Acadien à devenir premier ministre du Nouveau-Brunswick de 1923 à 1925.

## Jeunesse
Peter John Veniot, né Pierre-Jean Vigneau à Richibouctou le 4 octobre 1863, est issu d'une famille établie en Acadie depuis 1701 et ayant été déportée en Géorgie lors de la déportation des Acadiens.
C'est en 1870, lorsque sa famille déménage à Pictou, en Nouvelle-Écosse, que Pierre-Jean Vigneau devient Peter John Veniot puisque les anglophones éprouvaient de la difficulté à prononcer correctement son nom. L'assimilation est telle qu'il perd même l'usage du français.

## Politique provinciale
Doué pour la rédaction, Veniot est engagé par un petit journal local et entame alors une carrière de journaliste. Il déménage ensuite à Moncton, au Nouveau-Brunswick, où il décide de devenir politicien. Toutefois, il comprend vite que s'il veut se présenter dans une circonscription bilingue, il lui faut manier les deux langues de la province. Il se met alors à (ré)apprendre le français qu'il maîtrise très rapidement.
En 1890, il s'installe à Bathurst où il devient rédacteur en chef puis propriétaire de l'hebdomadaire Le Courrier des provinces maritimes.
Il est élu une première fois pour le parti libéral en 1894 dans le comté de Gloucester. Il perd les élections suivantes en 1911 mais est réélu en 1917.
Il est alors nommé Ministre des travaux publics dans le gouvernement Foster et même premier ministre en 1923, devenant ainsi le premier Acadien à occuper ce poste au Nouveau-Brunswick.
Il perd aux élections suivantes en 1925 en raison notamment d'une virulente campagne anti-catholique et anti-française des anglophones.

## Politique fédérale
Veniot se tourne alors vers la politique fédérale et est élu député du Gloucester en 1926, est aussitôt nommé Ministre des postes et devient encore une fois le premier Acadien, cette fois à occuper un ministère fédéral. Toujours député, il est mort à Bathurst le 6 juillet 1936. Son propre fils, Clarence Veniot, remporte son siège le mois suivant.

## Culture
Veniot est mentionné dans le recueil de poésie La terre tressée, de Claude Le Bouthillier.